# ویلیام هاج میل
ویلیام هاج میل (۱۷۹۲–۱۸۵۳) (انگلیسی: William Hodge Mill; ۱ ژانویهٔ ۱۷۹۲ – ۱ ژانویهٔ ۱۸۵۳) یک روحانی و خاورشناس انگلیسی اهل پادشاهی بریتانیای کبیر بود.
ویلیام هاج میل «اولین» مدیر کالج اسقف در کلکته بود و بعدها استاد زبان عبری در کمبریج شد.